# Don (film, 1978)
Pour les articles homonymes, voir Don.
Don est un film indien réalisé par Chandra Barot, sorti en Inde en 1978.

## Synopsis
Don, chef d'un gang international, est traqué puis tué par un officier de police, le commissaire D'Silva. Celui-ci décide de ne révéler à personne la mort de Don. Lorsqu'il rencontre Vijay, parfait sosie de Don, il lui propose un marché. Vijay se fera passer pour Don et infiltrera le gang. En retour, D'Silva apportera à Vijay l'aide matérielle qui lui permettra d'élever les deux enfants qu'il a recueillis. Vijay accepte et parvient à berner les complices de Don. Malheureusement, D'Silva meurt. Vijay se retrouve alors seul, traqué à la fois par la police et par les complices de Don qui ont fini par s'apercevoir de la substitution.

## Fiche technique
- Titre : Don
- Langue : hindî
- Réalisateur : Chandra Barot
- Scénario et dialogues : Javed Akhtar et Salim Khan
- Pays : Inde
- Sortie : 1978 (Inde)
- Musique : Kalyanji Anandji
- Paroles : Anjaan - Indivar
- Direction artistique : Sudhendu Roy
- Producteur : Nariman Irani
- Durée : 175 min

## Distribution
- Amitabh Bachchan : Vijay / Don
- Zeenat Aman : Roma
- Pran : Jasjit (J.J.)
- Iftekhar : Le commissaire D'Silva
- Om Shivpuri : R.K. Malik
- Satyen Kappu : L'inspecteur S. Verma
- P. Jairaj : Dayal
- Kamal Kapoor : Narang
- Arpana Choudhary : Anita
- Helen : Kamini

## Autour du film
Don a bénéficié depuis sa sortie de cinq remakes :
- En 1979, une version en télougou, intitulée Yugandhar, avec N.T. Rama Rao et Jayasudha.
- En 1980, en tamoul, sous le titre Billa, avec Rajinikanth.
- En 1986, Sobharaj, en malayalam, avec Mohanlal.
- En 2006, une nouvelle version en hindî, intitulée également Don, avec Shahrukh Khan, Priyanka Chopra et Boman Irani.
- En 2007, une nouvelle version tamoule, sous le titre Billa, avec Ajith Kumar et Nayantara.

## Récompenses
- En 1979, Don a obtenu trois Filmfare Awards :
  - Meilleur acteur : Amitabh Bachchan
  - Meilleur chanteur de playback : Kishore Kumar
  - Meilleure chanteuse de playback : Asha Bhosle